# Tzeltal Mukul-Já
Tzeltal Mukul-Já är en ort i Mexiko.   Den ligger i kommunen Palenque och delstaten Chiapas, i den sydöstra delen av landet, 800 km öster om huvudstaden Mexico City. Tzeltal Mukul-Já ligger 59 meter över havet och antalet invånare är 507.
Terrängen runt Tzeltal Mukul-Já är huvudsakligen platt. Tzeltal Mukul-Já ligger uppe på en höjd. Runt Tzeltal Mukul-Já är det ganska glesbefolkat, med 34 invånare per kvadratkilometer. Närmaste större samhälle är Palenque, 17,2 km sydost om Tzeltal Mukul-Já. Trakten runt Tzeltal Mukul-Já består till största delen av jordbruksmark.